# Jovan Kovačević
Jovan Kovačević (serbisch-kyrillisch Јован Ковачевић, * 14. September 1970 in Vrbas) ist ein serbischer Handballtrainer und ehemaliger Handballspieler, der zumeist auf Rückraum Mitte eingesetzt wurde.

## Karriere
Der 1,94 m große Jovan Kovačević spielte in seiner Heimat für den RK Vrbas und den RK Partizan Belgrad. Mit Partizan gewann er 1994 und 1995 die jugoslawische Meisterschaft. In der spanischen Liga ASOBAL lief er für Bidasoa Irún und CB Cangas auf. Mit Irún erreichte er das Achtelfinale im Europapokal der Pokalsieger 1996/97. 1999 wechselte er zum deutschen Zweitligisten VfL Hameln, mit dem ihm 2000 der Aufstieg in die Bundesliga gelang. Dort warf er 156 und 172 Tore. Nach dem Abstieg 2002 ging er in die Schweiz zum Grasshopper Club Zürich, mit dem er das Viertelfinale im EHF Challenge Cup 2002/03 erreichte. Von 2003 bis zu seinem Karriereende 2007 lief er für SC Torggler Group Meran in Italien auf, mit dem er 2004 Pokalsieger und 2005 Meister wurde. International kam er in die dritte Runde im EHF-Pokal 2003/04, in die zweite Runde im Europapokal der Pokalsieger 2004/05, in die Gruppenphase der EHF Champions League 2005/06 und in das Achtelfinale im Pokalsieger-Wettbewerb 2005/06.
Mit der Nationalmannschaft der Bundesrepublik Jugoslawien gewann Jovan Kovačević bei der Europameisterschaft 1996 in Spanien die Bronzemedaille. Bei der Weltmeisterschaft 1997 wurde das Team Neunter. Ein Jahr darauf reichte es bei der Europameisterschaft in Italien für den fünften Rang. Bei der Europameisterschaft 2002 kam man auf den zehnten Rang. Insgesamt bestritt er 90 Länderspiele.